# Miranda (stat)
Statul Miranda este unul dintre cele 23 de state federale din Venezuela. În 2010, statul Miranda  avea o populație de 2.987.968 de locuitori și o suprafață de 7.950 km². 
Capitala statului Miranda  este orașul Los Teques.